# Robert Kurz
Robert Kurz, född 24 december 1943 i Nürnberg, död 18 juli 2012 var en tysk filosof, samhällskritisk publicist och journalist. Kurz räknas till en av de mest profilerade teoretikerna inom värdekritiken (Wertkritik) tillsammans med Roswitza Scholz. Kurz har adresserat en rad ämnen som medeltidshistoria, förekomsten av populism och konspirationsteorier, respektive opponerat sig mot den samtida synen på lönearbete.

## Biografi
Kurz föddes i en arbetarklassfamilj, men började trots detta studera filosofi, historia och pedagogik vid Friedrich-Alexander-Universität Erlangen-Nürnberg, dock utan att ta ut någon examen. Han var medlem av Kommunistiska arbetarförbundet Tyskland (KABD), vilket senare bytte namn under 1970-talet. Men 1978, efter kritik av ledarskapet och publiceringen av pamfletten Vorhut oder Nachtrab, (ungefär: För- eller eftertrupp) bröt Kurz med grupperingen, han m.fl. menade att grupperingen var fientligt inställd till teoriutveckling. 
Ungefär från och med 1980-talet utvecklade Kurz en fundamental kritik gentemot grundvalen varpå den gängse statskapitalistiska s.k "socialiseringen" av produktionsmedlen av det samtida produktionssättet i den moderna världen ägt rum, med ett teoretiskt avstamp i ett historiserande av de ekonomisk-strukturella orsakerna till de i stort ineffektiva östblocksekonomierna. Kurz förfäktade en okritiskt affirmativ inställning till vad han förstod som historiskt specifika fetischkategorier, och då särskilt "förståelsen" av konceptet av arbete vilket bejakades inom den förment "marxistiska", symtomatiskt namngivna arbetarrörelsen. Kurz var också medgrundare till tidskriften Marxistische Kritik vilken grundades år 1986. 
Kurz var känd för sin polemiska stil, vilken på tyska går under termen Zugespitzt. Ett arv som i alla fall vissa antyder att skulle anförskaffat sig under tiden hos KABD. Fram till april 2004 var Kurz medredaktör för Krisis-magasinet och medlem i gruppen med samma namn. Sedan splittrades dock tidskriftsredaktionen och efter det var Kurz medlem i EXIT!
Kurz skrev också artiklar i bland annat dagstidningen Neues Deutschland i kolumnen "Kurz, Nick, Luft & Hicket". Av dessa författare fungerade Kurz som kommentator till det samtida varusamhällets "samhällsekonomi".
Båda grupperingarna redogjorde för orsakerna på olika sätt: Krisis-redaktionen, som fortsatte under samma namn efter, kallade Kurz "kommunikationsstil", som "upplevdes som svår", som orsaken till separationen.
Kurz och Scholz anklagade däremot resten av Krisis, vilka de kallade kuppmakare för att försök till att använda sig av juridiska metoder för att ta makten över redaktionen. Dokumentation angående splittringen respektive de strukturmässiga och personliga bakgrunden till händelserna kan finnas hos Krisis respektive Exit!.
Kurz var också med om att grunda tidskriften EXIT! 1989 publicerade Kurz artikeln "Der Klassenkampf-Fetisch", vilket markerade en paradigmatisk brytpunkt. Kurz var också en frekvent skribent i tysk och brasiliansk dags- och veckopress. Kurz har även visat aktning för Giorgio Agambens filosofi.
Kurz dog i Nürnberg 2012 efter att han av misstag hade blivit opererad i bukspottskörteln.

## Ett kort urval ur Kurz filosofi

### Arbetarrörelsens misslyckande
Kurz ägnade stor tankeverksamhet åt att förstå arbetarrörelsens historiska misslyckande att etablera att nytt samhälle bortom varuproduktionen och lönearbetet.
I realiteten blev ordet "socialism" under 1900-talet endast en beteckning på ett specifikt vis att administrera samhällen som inte på något avgörande vis skiljde sig från de i väst. Alltså arbetssamhällen som var näst intill helt inriktade mot varuproduktionen, och alltså inte något verkligt väsensskilt alternativ. De "socialistiska" staterna nyttjade alltså "socialismen" som en utvecklingsideologi, där modernisering blev det centrala. Socialism blev ett adjektiv och kritiken av det varuproducerande samhället förblev ytlig. Centralt för Kurz tankegods är också en kristeori beträffande värdeförmerningen.

### Modernitetens uppkomsthistoria
Kurz har också ägnat sig åt omfattande historiska studier och spårar det varuproducerande samhällets uppkomsthistoria ur krutkrigen på 1300-talet. Nya storskaliga projekt behövdes för att skydda och attackera små "samhällen" med hjälp av kanoneld. Detta föranledde en ny typ av resursmobilisering där produktionen skedde till förmån för ett hinsides mål som inte hade någonting att göra med att tillfredsställa människors omedelbara behov utan snarare syftade till förintelse. Uppkomsten av en militariserad skattestat var alltså det som skapade förutsättningarna för "statens" (Läs: krigsherrars) storskaliga mobilisering av lönearbete. Det var först efter den här typen av militariserad skattestat hade uppkommit som det drevs fram ett allmänt köpande och säljande. Därav uppstod grunden för varuformen och penningformen som reella abstraktioner. Skatten kom helt enkelt först, sedan kom mervärdet. Den här förståelsen av moderniteten leder upp till Kurz kritik igenom vilken han hävdar att befrielsen från modernitetens kategorier måste ske genom ett 'ontologiskt brott'.

### Tolkningen av Marx ekonomikritik
Kurz menade att såväl de "nya läsningar av Marx" av Heinrich och "Den nya ortodoxin" av Fritz Haug båda var lika långt ifrån en verklig förståelse av Marx kritik av den politiska ekonomin. Kurz menade att i kontrast till dessa verk, att det måste bestämmas huruvida det skall ske en transformation i Marx teori vilken driver den teoretiska revolutionen framåt, eller huruvida teoribildningen istället ska uppehålla sig vid nya former av revisionism. I hjärtat av den här processen menar Kurz att vi med nödvändighet stöter på de fundamentala kategorierna i kritiken av den politiska ekonomin, och att dessas status bör ges preliminära bestämningar, till följd av att det är kring dessa teoretisk konflikt bör ske enligt honom. Kurz verk har också beröringspunkter med bland annat Chris Arthur, och Moishe Postone.

## Kort beskrivning av ett par verk

### Schwarzbuch Kapitalismus
Robert Kurz’ mest kända publikation är den så kallade Schwarzbuch Kapitalismus eller "Kapitalismens svarta bok". Tidskriften Die Zeit publicerade två kontroversiella artiklar angående boken, en av dessa menade att boken var "den viktigaste publikationen under de senaste tio åren". Boken blev en försäljningssuccé i Tyskland.

### Der kollaps der Modernisierung
I en av Kurz böcker, Der kollaps der Modernisierung, som publicerades 1991, utvecklade Kurz en kristeori om det globaliserade kapitalsamhället, som teoretiserar att lönearbetet gradvis kommer att försvinna till följd av fortlöpande rationaliseringsprocesser vilka gjort sig möjliga till följd av den tredje industriella revolutionen. Vilket föranlder att produktionen av relativt mervärde inte längre kunde öka utan måste falla. Detta kan enligt Kurz komma att leda till ett mycket destruktivt slut. Liksom i hans senare verk erbjuder Kurz dock ett alternativ, ett samhälle som inte grundas på ett kapitalmedierat varusamhälle (tauschgesellschaft). Men för att den här typen av "krishantering" ska ha chansen att lyckas krävs ett medvetet övervinnande av de samtida fetischkategorierna, därav såg Kurz det som viktigt att se inte se saker och ting transhistoriskt, utan att blicka utanför deras historiskt avhängiga karaktär och användning. Konceptet kris inom Kurz teori innebär alltså inte nödvändigtvis emancipation, utan har mycket destruktiva risker, Kurz menar att den “destruktiva potentialen i kapitalets kris är i princip oändlig.” Därav behövs det alltså kategorisk brytning med den nu rådande samhällsformen. Det innebär inte bara en separation från "det gamla" (som den traditionella arbetarrörelsen etc.) utan också från "ekonomin" och "politiken" i sig. Kritiskt medvetande kräver därav både teoretisk och praktisk kritik av de fetischkategorier som varuformen etablerar.

### Manifest emot arbetet
‘Ett lik härskar över samhället – det döda arbetets lik’ (Ein Leichnam beherrscht die Gesellschaft – der Leichnam der Arbeit). Så börjar Manifest gegen Arbeit skrivet av gruppen Krisis, vilken där Kurz var en central figur. Argumentationen berör hur arbete blivit allt mer värdelöst och hur produktionen av mervärde alltmer kommit att kopplats loss från arbete. Paradoxen är dock att samhället aldrig varit så fast beslutet angående arbetets helgd, som i den post-fordistiska eran, trots att denna epok som  gjort arbetet allt mer värdelöst i ekonomisk mening.